# Luigi Ferrero
Luigi Ferrero (ur. 26 grudnia 1904 w Turynie, zm. 31 października 1984 tamże) – włoski piłkarz i trener. Podczas kariery piłkarskiej występował w Juventusie, AC Pistoiese, Interze Mediolan, AS Bari oraz Torino FC. Jako trener prowadził m.in. AS Bari, Torino Calcio, Fiorentinę, Atalantę Bergamo, S.S. Lazio i Inter Mediolan.